# اشچینیتک، شهرستان ناکو
اشچینیتک، شهرستان ناکو (به لاتین: Trzciniec, Nakło County) یک منطقهٔ مسکونی در لهستان است که در Gmina Szubin واقع شده‌است.

## خصوصیات
اشچینیتک ۶ نفر جمعیت دارد.